# Breath of Fire III
Breath of Fire III (ブレスオブファイアIII) és un videojoc desenvolupat i publicat per Capcom originalment per la consola PlayStation com a part de la seva saga Breath of Fire.